# Zastava Gvineje Bisau
Zastava Gvineje Bisau usvojena je 1973. godine, kada je zemlja stekla nezavisnost od Portugala.
Na zastavi se nalaze panafričke boje zlatna, zelena i crvena, te crna zvijezda koja simbolizira Afriku. Izgled zastave u podsjeća na zastavu Gane. I boje imaju isto simboličko značenje: crvena predstavlja krv prolivenu u borbi za slobodu, zelena predstavlja šume, a zlatna rudna bogatstva.